# Bockersend 152 (Mönchengladbach)

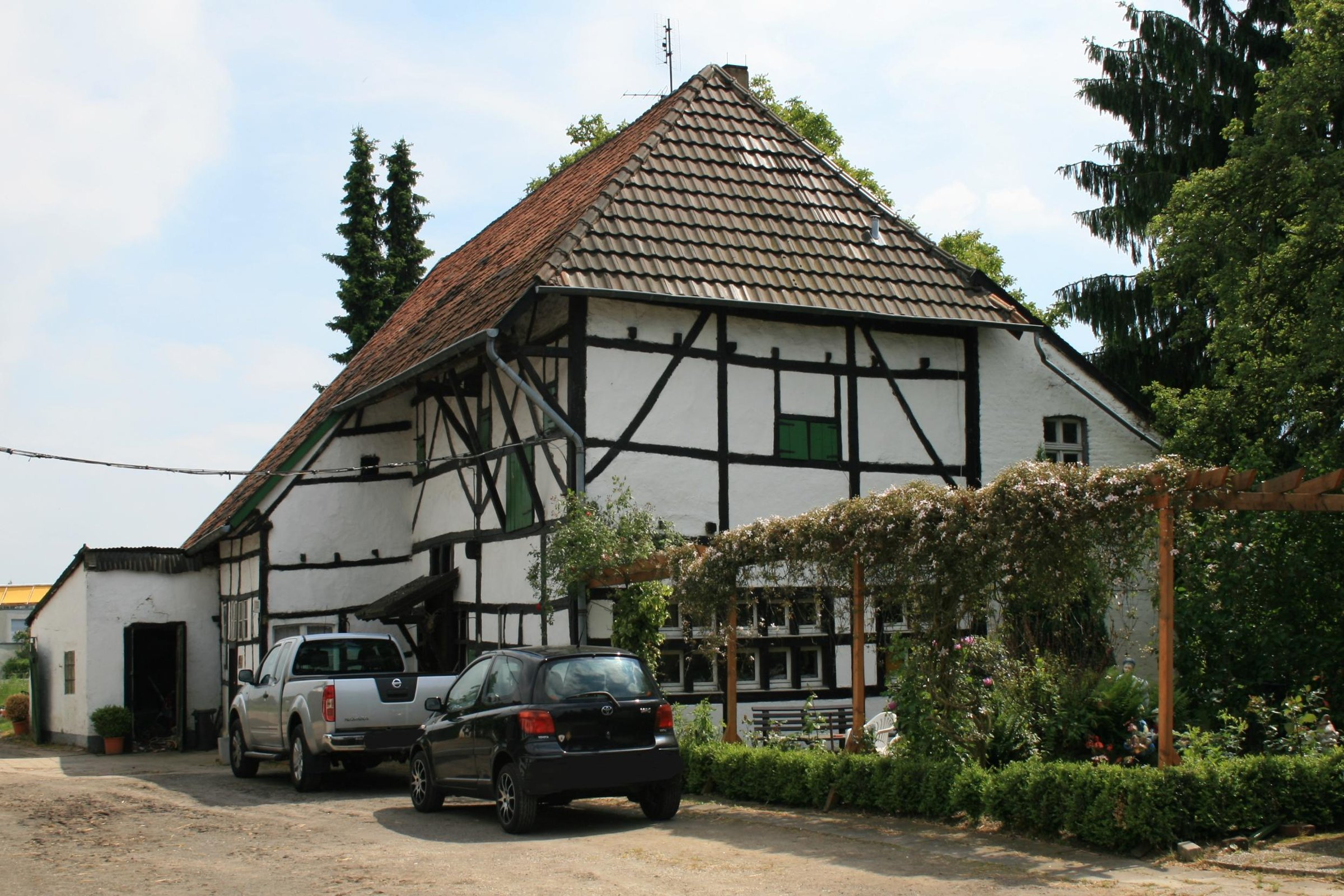
Fachwerkhaus (2011)

Das Fachwerkhaus Bockersend 152  steht im Stadtteil Bettrath-Hoven in Mönchengladbach (Nordrhein-Westfalen).
Das Haus wurde 1701 erbaut. Es ist unter Nr. B 143 am 7. Februar 1994 in die Denkmalliste der Stadt Mönchengladbach eingetragen worden.

## Architektur
Bei dem Objekt handelt es sich um ein Wohnhaus einer ehemals annähernd vierseitig geschlossenen Hofanlage. Quer aufgeschlossenes teilweise dreischiffiges Wohnstallhaus von vier Fach Länge; ausgeführt in einer Kombination von niederdeutscher und mitteldeutscher Bauweise. An der hohen Außenwand des Mittelschiffes befindet sich der Haupteingang mit Oberlicht und Inschrift im Türsturz: „DHVT RECHTS SCHVNEMANT. GOT BEHEVT DIS HAVS FVR FEYR VND BRAND DRIES HEVTZEN ZETLIGEN EHELEVT ANNO 1701 DEN 8 IVNNY.“
Ein einseitig abgewalmtes Satteldach in Ziegeldeckung schließt das Gebäude ab.
Als eines der ältesten, wenn auch nur noch teilweise in der ursprünglichen Funktion genutzten Wohnstallhäuser, ist das Objekt heute ein wichtiges Dokument für die ehemals ländlich geprägte Struktur des Ortsteils. Ein besonderer Stellenwert innerhalb des noch vorhandenen Bestandes an alten Fachwerkhäusern kommt dem Gebäude dabei aufgrund seines nahezu unversehrt erhaltenen Raumgefüges zu, das die originale Nutzung noch deutlich ablesbar lässt, als auch aufgrund seiner Entwicklungsgeschichte als einer im hiesigen Raum seltenen Mischform von niederdeutschem und mitteldeutschem Hallenhaus.